# Passalus aduncus
Passalus aduncus là một loài bọ cánh cứng trong họ Passalidae. Loài này được Erichson miêu tả khoa học năm 1847.